# Shimoda
Shimoda (下田市?, Shimoda-shi) è una città giapponese della prefettura di Shizuoka.